# Yasser Corona
Yasser Anwar Corona Delgado (Tepic, 26 de novembro de 1990) é um futebolista profissional mexicano que atua como defensor, atualmente defende o Club Tijuana.

## Carreira
Yasser Corona fez parte do elenco da Seleção Mexicana de Futebol na Copa América de 2016.